# Abu Mansur al-Maturidi
Abu Mansur al-Maturidi, Abū Manṣūr Muḥammad b. Muḥammad b. Maḥmūd al-Samarḳandī (853-944; en idioma persa: محمد بن محمد بن محمود أبو منصور ماتریدی سمرقندی حنفی ), a menudo denominado reverentemente como Imam Māturīdī por musulmanes sunitas, era un Hanafí sunita. jurista, teólogo y exegeta de las escrituras del siglo IX Samarcanda, que se convirtió en el codificador del mismo nombre de uno de las principales escuelas ortodoxas de teología sunita, la escuela del Maturidismo, que se convirtió en la escuela teológica dominante para los musulmanes sunitas en Asia Central y más tarde gozó de un estatus preeminente como la escuela de elección tanto para el Imperio otomano como para el Imperio mogol.
En contraste con Abu al-Hasan al-Ash'ari (fallecido en 936), fundador de una de las principales escuelas teológicas sunitas ortodoxas, Maturidi se adhirió a la doctrina de Abu Hanifah (..772) transmitida y elaborada por los teólogos hanafíes de Balj y Transoxania. Fue esta teología la que Maturidi sistematizó y usó para refutar no únicamente las opiniones de los mutazilitas, los caramitas y otros grupos heterodoxos entre los sunitas, sino también teologías no musulmanas como las del cristianismo calcedonio, el miafisismo, el maniqueísmo, marcionismo y bardaisanismo.
El epíteto o nisba de Maturidi se refiere a Māturīd (o Māturīt), una localidad en Samarcanda.

## Vida
Al-Maturidi nació en Maturid, un pueblo o barrio en el barrio de Samarcanda. Procedía de la renombrada familia de abu Ayyub al-Ansari de Madinah. Esta afirmación también se corrobora por el hecho de que algunas otras familias árabes de Medina también se asentaron en Samarcanda. Se conoce relativamente poco sobre la vida de Maturidi, ya que las fuentes disponibles «no se interpretan como biografías, sino como listas de obras que se han ampliado con breves declaraciones sobre su persona y algunas palabras de elogio». Lo que es evidente, sin embargo, es que el teólogo vivió la vida de un erudito puro, ya que «nada indica que tenía ningún cargo público, ni que poseyera más discípulos, popularidad o asociación con la corte sámmida de Bukhārā que cualquier otra persona». Se acepta, además, que Maturidi tenía dos maestros principales, Abū Bakr al-Jūzjānī y Abū Naṣr Aḥmad b. al-'Abbās al-'Iyāḍī (murió entre los años 874-892), quienes jugaron un papel importante en la formación de los puntos de vista teológicos de Maturidi. Se dice que Maturidi vivió la vida de un asceta (zāhid), y varias fuentes le atribuyen numerosos milagros (karāmāt). Aunque normalmente no se le considera un místico, es muy posible que Maturidi haya tenido alguna interacción con los sufíes de su área, ya que «la teología hanafí en la región no siempre puede separarse bruscamente de las tendencias místicas», y muchos de los juristas Hanafí más importantes del área también eran místicos sufíes.

## Teología
Maturidi definió la fe (īmān) como taṣdīḳ bi'l-ḳalb o «asentimiento interno, expresado por la confesión verbal (ịḳrār bi' l-lisān)». Para Maturidi, además, las obras (a'māl) no son parte de la fe. Además, sostuvo que "la fe no puede disminuir ni aumentar en sustancia, aunque se puede decir que aumenta a través de la renovación y la repetición».
Maturidi apoyó el uso de la interpretación alegórica con respecto a las expresiones antropomórficas en el Corán, aunque rechazó muchas de las interpretaciones que los mutazilitas alcanzarían utilizando este método. En otros casos, Maturidi propugnaba usar el método tradicional bilā kayf de lectura de las Escrituras, que insistía en la «aceptación incuestionable del texto revelado». Maturidi refutó todavía más a los mutazilitas en su defensa de los Atributos de Dios «como reales y eternamente subsistentes» en la Esencia de Dios (ḳā'ima bi 'l-dhāt). Su principal divergencia teológica con Abu al-Hasan al-Ash'ari fue que consideraba que los atributos de la esencia y la acción eran «igualmente eternos y subsistentes en la Esencia Divina». Por lo tanto, «insistió en que las expresiones 'Dios es eternamente el Creador' y 'Dios ha estado creando desde la eternidad (lam yazal khāliḳan) son igualmente válidas, a pesar de que el mundo creado es temporal». Además, Maturidi defendió incondicionalmente la Visión Beatífica  (ru'ya, literalmente, «visión de Dios») contra los mutazilitas, pero "rechazó consistentemente la posibilidad de idrāk, que entendió como comprensión de Dios por los ojos».

## Trabajo
Cuando Maturidi estaba en su juventud, hubo una reacción emergente, contra algunas escuelas dentro del Islam, notablemente Mu'tazili, Cármata y Shi'a. Los eruditos suníes seguían a Abu Hanifa. Maturidi, junto con otros dos eruditos preeminentes, escribió especialmente sobre el credo del Islam y elaboró la doctrina de Abu Hanifa, los otros dos fueron Abu al-Hasan al-Ash'ari en Irak, y Ahmad ibn Muhammad al-Tahawi en Egipto.
Mientras Al-Ash'ari y Al-Tahawi eran sunitas junto con Maturidi, construyeron sus propias teologías divergiendo ligeramente de la escuela de Abu Hanifah. Al-Ash'ari, enunció que Dios crea el poder del individuo (qudra), voluntad, y el acto real dando paso a una escuela de teología fatalista, que luego fue puesta en forma y consolidada por Al-Ghazali. Maturidi, siguió los pasos de Abu Hanifah, y presentó la «noción de que Dios fue el creador de los actos del hombre, aunque el hombre poseía su propia capacidad y voluntad para actuar». Maturidi y Al-Ash'ari también estuvieron separados el uno del otro en el tema de los atributos de Dios, así como en algunos otros asuntos menores.
Más tarde, con el impacto de los estados persas como el Gran Imperio selyúcida, y el Imperio otomano, la escuela Hanafí-Maturidi se extendió en áreas mayores donde predominaba la escuela de derecho Hanafí, como en Afganistán, Asia Central, Asia del Sur, Balcanes, Rusia, China, Cáucaso y Turquía.
Maturidi tenía un inmenso conocimiento de la creencia cosmología dualista (Sanawiyya) y de otras antiguas religiones persas. Su Kitāb al-Tawḥīd de esta manera se ha convertido en una fuente primaria para los investigadores modernos con sus ricos materiales sobre el maniqueísmo iraní (Mâniyya), un grupo de brahmanes (Barähima) y algunas personalidades controvertidas como Ibn al-Rawandi o Ibn al-Warraq.

## Legado

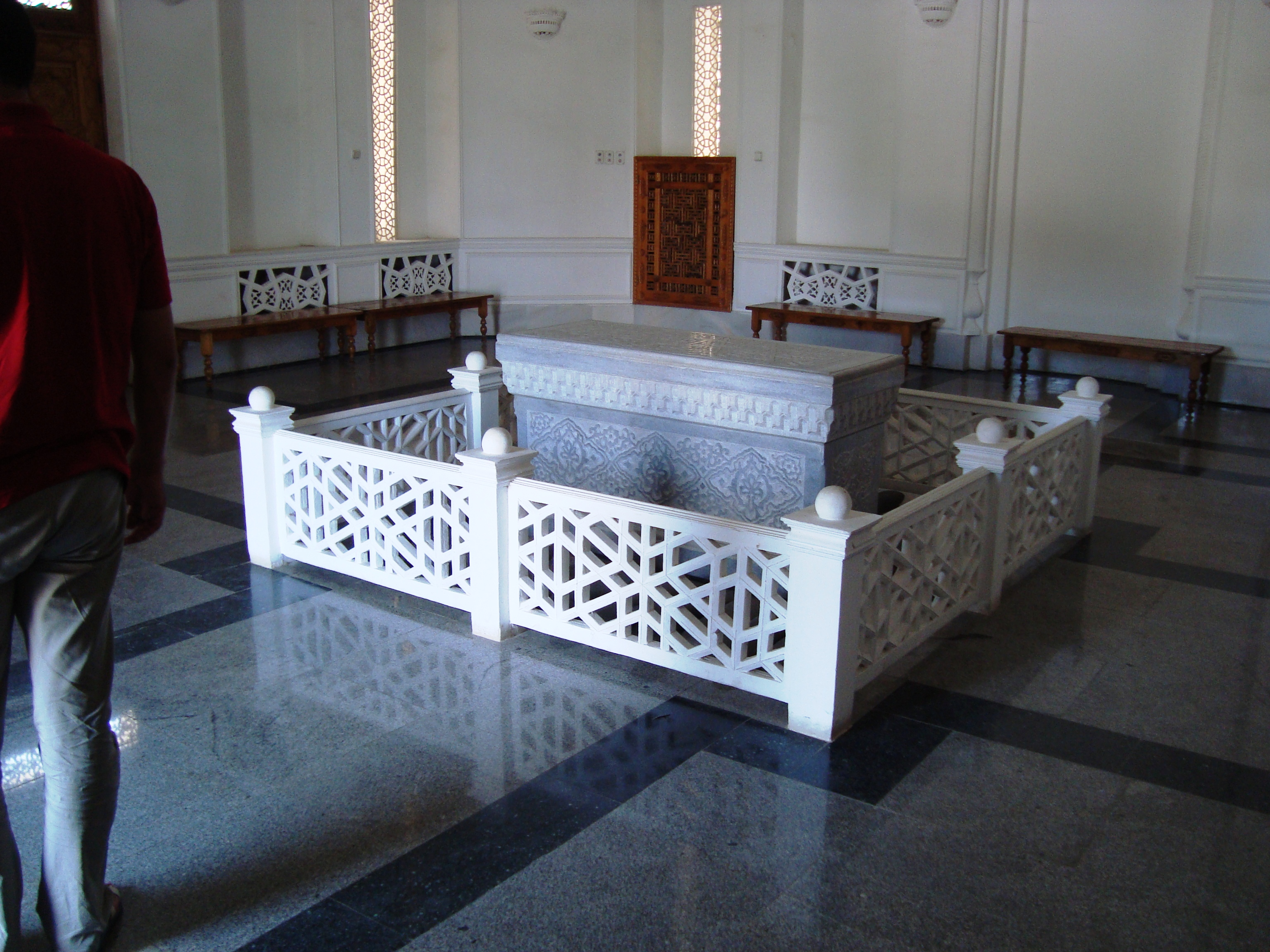
Interior del mausoleo en Samarcanda de Abu Mansur al-Maturidi.

Aunque hubo en la época medieval «una tendencia a suprimir el nombre de Maturidi y poner a Ash'arī delante como el campeón del Islam contra todos los herejes», excepto en Transoxiana, el Maturidismo gradualmente «llegó a ser ampliamente reconocido como el segundo teórico sunita ortodoxo». escuela además de "Ash'arīsm". Es evidente a partir de los relatos sobrevivientes del siglo XV sobre la tumba de Maturidi en el cementerio de Jākardīza en Samarcanda que la tumba del teólogo fue «visitada ... y celebrada con honor durante mucho tiempo» en el período medieval. Esta admiración hacia el teólogo parece haber surgido de tradiciones preservadas por varios estudiosos posteriores que detallaron la sabiduría y las habilidades espirituales de Maturidi. Por ejemplo, Abul Muīn al-Nasafī (fallecido en 1114) declaró que los dones espirituales de Maturidi eran «inconmensurablemente abundantes», y que «Dios lo singularizó con milagros (kāramāt), dones de gracia (mawāhib), asistencia divina (tawfiq) y guía (irshād, tashdīd)».
El salafismo y el wahhabismo contemporáneos , sin embargo, tienden a ser muy críticos con el legado de Maturidi en el islam sunita debido a su aversión a usar cualquier pensamiento racional en cuestiones teológicas, que consideran heréticas, a pesar de que este antagonismo es un conflicto con el consenso del sunismo a lo largo de la historia. Como tal, a menudo se dice que el «sunismo ortodoxo» dominante constituye los seguidores de las tradiciones teológicas de Maturidi y Ash'arī, mientras que el salafismo y el wahabismo a menudo han sido interpretados por los defensores de las dos escuelas principales minoritarias de tradiciones teológicas escindidas opuestas a la corriente principal. Además, las diferencias teóricas menores entre las formulaciones teológicas de Maturidi y Ash'arī a menudo son consideradas por sus respectivos seguidores como superficiales más que reales, donde «las dos escuelas son igualmente ortodoxas» en el sunismo tradicional. El punto de vista tradicional sunita se resume en las palabras del editor islámico del siglo XX Munīr'Abduh Agha, quien declaró: «No hay mucha diferencia [doctrinal] entre los Ash'arīs y los Māturīdīs, por lo tanto, ambos grupos ahora se llaman: Personas de la Sunna y la Comunidad».

## Escritos
- Kitāb al-Tawḥīd ('Libro del Monoteísmo')
- Kitāb Radd Awa'il al-Adilla, una refutación de un libro Mu'tazilik
- Radd al-Tahdhib fi al-Jadal, otra refutación de un libro de Mu'tazili
- Kitāb Bayan Awham al-Mu'tazila ('Libro de Exposición de los Errores de Mu'tazila)
- Kitāb Ta'wilat al-Qur'an ('Libro de las Interpretaciones del Corán')
- Kitāb al-Maqalat
- Ma'akhidh al-Shara'i' en Usul al-Fiqh
- Al-Jadal fi Usul al-Fiqh
- Radd al-Usul al-Khamsa, una refutación de la exposición de Abu Muhammad al-Bahili de los Cinco Principios del Mu'tazila
- Radd al-Imama, una refutación de la concepción Shi'i del oficio de Imam;;
- Al-Radd 'ala Usul al-Qaramita
- Radd Wa'id al-Fussaq, una refutación de la doctrina Mu'tazili de que todos los pecadores graves estarán eternamente en el fuego del infierno.

### Lecturas primarias
- Bazdawī, Uṣūl al-dīn, ed. H. P. Linss, Cairo 1383/1963, index s.v.

- Abu ’l-Muʿīn al-Nasafī, Tabṣirat al-adilla, quoted in Muḥammad b. Tāwīt al-Ṭānd̲j̲ī, Abū Manṣūr al-Māturīdī, in IFD, iv/1-2 (1955), 1-12

- Ibn Abi ’l-Wafāʾ, al-Ḏj̲awāhir al-muḍīʾa, Ḥaydarābād 1332/1914, ii, 130-1

- Bayāḍī, Is̲h̲ārāt al-marām, ed. Yūsuf ʿAbd al-Razzāḳ, Cairo 1368/1949, 23

- Zabīdī, Itḥāf al-sāda, Cairo n.d., ii, 5

- Laknawī, al-Fawāʾid al-bahiyya, Cairo 1924, 195

### Lecturas secundarias
- M. Allard, Le problème des attributs divins dans la doctrine d’al-Ašʿarī, Beirut 1965, pp .419-427

- M. Götz, "Māturīdī und sein Kitāb Taʾwīlāt al-Qurʾān," in Isl., xli (1965), pp. 27-70

- H. Daiber, "Zur Erstausgabe von al-Māturīdī, Kitāb al-Tauḥīd," in Isl., lii (1975), pp. 299-313